# خيرونيمو فالديز
خيرونيمو فالديز هو عسكري وسياسي إسباني وكوبي، ولد في 1784 في سومييدو في إسبانيا، وتوفي في 1855 في أوفييدو في إسبانيا. انتخب عضو مجلس الشيوخ الإسباني ‏ وانتخب عضو مجلس النواب الإسباني ‏ وانتخب حاكم كوبا ‏.